# Янтіковський район
Я́нтіковський район (рос. Янтиковский район, чув. Тăвай районĕ) — муніципальне утворення в Чувашії (Росія).
Адміністративний центр — село Янтіково.

## Географія
Район розташований в східній частині Чуваської Республіки. На півночі межує з Урмарським, на заході — з Канаським районами, на сході і півдні — з Республікою Татарстан і Яльчицьким районом.

## Історія
Район утворений 1 березня 1935 року.

## Населення
Населення району становить 14069 осіб (2019, 16421 у 2010, 18580 у 2002).

## Адміністративно-територіальний поділ
На території району 10 сільських поселень:
| Поселення                             | Площа, км² | Населення, осіб (2002) | Населення, осіб (2010) | Населення, осіб (2019) | Центр            | Населені пункти |
| ------------------------------------- | ---------- | ---------------------- | ---------------------- | ---------------------- | ---------------- | --------------- |
| Алдіаровське сільське поселення       | 49,92      | 1506                   | 1397                   | 1160                   | Алдіарово        | 4               |
| Індирцьке сільське поселення          | 39,79      | 1522                   | 1446                   | 1194                   | Індирчі          | 4               |
| Можарське сільське поселення          | 50,40      | 1257                   | 997                    | 785                    | Можарки          | 3               |
| Новобуяновське сільське поселення     | 33,86      | 1065                   | 1036                   | 882                    | Нове Буяново     | 2               |
| Турмиське сільське поселення          | 41,76      | 1782                   | 1543                   | 1440                   | Турмиші          | 2               |
| Тюмеревське сільське поселення        | 101,83     | 2267                   | 1857                   | 1527                   | Тюмерево         | 4               |
| Чутеєвське сільське поселення         | 43,19      | 1059                   | 895                    | 702                    | Чутеєво          | 2               |
| Шимкуське сільське поселення          | 54,78      | 1869                   | 1673                   | 1405                   | Шимкуси          | 3               |
| Янтіковське сільське поселення        | 57,67      | 4586                   | 4174                   | 3755                   | Янтіково         | 5               |
| Яншихово-Норваське сільське поселення | 51,49      | 1667                   | 1403                   | 1219                   | Яншихово-Норваші | 2               |

## Найбільші населені пункти
Населені пункти з чисельністю населення понад 1000 осіб:
| № | Населений пункт  | Населення, осіб (2002) | Населення, осіб (2010) |
| - | ---------------- | ---------------------- | ---------------------- |
| 1 | Янтіково         | 3 363                  | 3 151                  |
| 2 | Турмиші          | 1 617                  | 1 417                  |
| 3 | Яншихово-Норваші | 1 470                  | 1 241                  |

## Господарство
В основі економіки Янтіковського району — добре розвинене, багатогалузеве сільське господарство, де тваринництво і рослинництво представлені в рівній мірі. Розвиваються м'ясо-молочне скотарство, свинарство; в поєднанні з ними розвинене виробництво зерна, картоплі, овочів, хмелю. Урожайність сільськогосподарських культур і продуктивність худоби нестійкі і коливаються по роках. У республіканський фонд район поставляє зерно, картопля, молоко, м'ясо.
Промисловість в Янтиковському районі носить обслуговуючий характер і представлена підприємствами по ремонту сільськогосподарської техніки, виробництву цегли, переробці молока, а також хлібопекарськими виробництвами, швейними цехами. Вся промисловість групується в Янтіково.